# Coelometopon costatum
Coelometopon costatum är en skalbaggsart som beskrevs av Perkins 2005. Coelometopon costatum ingår i släktet Coelometopon och familjen vattenbrynsbaggar. Inga underarter finns listade i Catalogue of Life.